# Anglonormandos
Los anglonormandos fueron principalmente descendientes de los normandos que gobernaron Inglaterra tras su conquista por Guillermo de Normandía en 1066, si bien algunos normandos ya se encontraban en Inglaterra antes de esta conquista. Tras la batalla de Hastings, los invasores normandos y sus descendientes formaron una población diferenciada en Inglaterra, y dieron origen a la lengua anglonormanda.

## La conquista normanda de Inglaterra
La conquista normanda de Inglaterra, tratándose de una conquista por parte de un pueblo cuyo idioma e instituciones eran diferentes de los ingleses en muchos aspectos, fue un acontecimiento totalmente diferente de la conquista danesa, pueblo este cuyo idioma e instituciones eran más afines a las inglesas. De hecho, los normandos fueron recibidos con la más firme resistencia por parte de los ingleses, más influidos por los daneses.
Los normandos impusieron una nueva estructura política que se conoce genéricamente como "feudal" (Los historiadores debaten sobre si la Inglaterra prenormanda podía ser considerada un gobierno feudal). Expulsaron a los líderes daneses que recientemente habían conquistado parte de Inglaterra y que habían ofrecido la más severa resistencia a los normandos, y reemplazaron ampliamente a los terratenientes ingleses al tiempo que pactaban con los más poderosos de entre estos.
Muchos de los nobles anglosajones perdieron sus tierras y títulos. En menor medida, los estamentos militares y otras clases se vieron rebajados en su escala social. Los plebeyos libres (geburs) perdieron parte de sus derechos y de la posibilidad de acceder a la corte, convirtiéndose en villanos sometidos a vasallaje. Al mismo tiempo se distribuyeron tierras para muchos de los magnates anglonormandos por parte del Rey; tierras expropiadas a los antiguos nobles anglosajones. Algunos de estos magnates normandos utilizaron sus nombres originales, derivados del francés, con el prefijo «de», que significaba que eran también señores de sus viejos feudos en Francia. Algunos, en cambio, cambiaron sus nombres franceses por los nombres de sus posesiones inglesas.

## El impacto militar
La conquista normanda de Inglaterra significó también una revolución en los métodos y estilos militares. La vieja élite militar anglosajona comenzó a emigrar; sobre todo la generación siguiente a los derrotados en Hastings, quienes veían un futuro nada prometedor en un país controlado por sus conquistadores. Guillermo (y su hijo, Guillermo Rufus) les animaron a marcharse como medida de seguridad. Los primeros en abandonar Inglaterra se dirigieron principalmente a Dinamarca, y muchos de estos fueron a unirse a la Guardia varega de Constantinopla. A pesar de ello, el grueso de los anglosajones no llegó a ser desmilitarizado, lo cual pudo haber sido poco práctico. En lugar de esto, Guillermo entrenó a la infantería anglosajona junto a la caballería normanda en tácticas contra la caballería enemiga, lo que condujo rápidamente al establecimiento de un ejército anglonormando compuesto de caballeros normandos de sangre noble, infantería sajona, frecuentemente también de sangre noble, ingleses libres asimilados de tropa, así como de mercenarios y aventureros extranjeros de otras partes del continente. Los jóvenes aristócratas normandos mostraron cierta tendencia hacia la anglofilia, adoptando los estilos como las largas cabelleras y los mostachos, cosa que disgustaba a la anterior generación. Obsérvese que el caballero (cniht) anglosajón no tenía en mismo significado que los caballeros franceses (chevalier) antes del último periodo de la Edad Media inglesa. John Wycliffe (1380) utiliza el término knyytis para referirse de forma genérica a los hombres de armas, y sólo en el siglo XV la palabra adopta el matiz de "noble a caballo" correspondiente al significado de chevalier. Las conquistas anglonormandas en el siglo XII llevaron la cultura y las aduanas normandas a Irlanda. El villancico era una danza popular normanda en la cual el cantante principal era rodeado por un círculo de bailarines que le replicaban con la misma canción. Estas danzas normandas fueron interpretadas en los pueblos irlandeses conquistados.

## El conflicto entre normandos y sajones
El grado de conflicto consiguiente entre normandos y sajones (entendido como un conflicto de identidades sociales) es una cuestión discutida por los historiadores. La percepción que se tenía en el siglo XIX de un resentimiento mutuo entre sajones y normandos, reflejada en leyendas populares como Robin Hood y en la novela Ivanhoe de Sir Walter Scott podría ser considerablemente exagerada. El historiador contemporáneo Orderico Vital sugiere cierto rencor residual cuando en su Ecclesiastical Historii (1125) escribe las alabanzas a la resistencia inglesa contra Guillermo "el Bastardo". Por otro lado, se impuso por ley a los villanos una fuerte multa por el delito de homicidio secreto de un normando (o de cualquier persona desconocida que pudiera serlo a menos que se demostrara lo contrario).
Cualquiera que fuese el grado de disputa entre ambos pueblos, con el tiempo las dos poblaciones se entroncaron por matrimonio y se mezclaron, combinando lengua y tradiciones. Los normandos empezaron a identificarse entre sí como anglonormandos. Incluso esta distinción terminó por desaparecer durante la Guerra de los Cien Años, y en el siglo XV los anglonormandos se habían mezclado por completo con los anglosajones para dar origen a la actual población inglesa.

## Las Islas del Canal
Las Islas del Canal son el reflejo de los últimos vestigios de la cultura anglonormanda. El idioma normando predominó en las islas hasta entrado el siglo XIX, cuando la creciente influencia de los colonos angloparlantes y la mayor facilidad para viajar desde y hacia Inglaterra las condujo a una definitiva absorción por la cultura inglesa.

## Gales
Los anglonormandos llevaron también a cabo incursiones en Gales desde Inglaterra, construyendo múltiples fortificaciones con las que Guillermo pretendía subyugar a los galeses, aunque esta estrategia no dio los resultados que pretendía. Con el tiempo, sin embargo, se establecieron las áreas fronterizas conocidas como las Marcas, a través de las cuales la influencia inglesa fue extendiéndose firmemente.
Animados por la invasión, órdenes monásticas procedentes de Francia o Normandía como la cisterciense establecieron monasterios a todo lo largo de Gales. Sobre el año 1400, un gran número de pequeños nobles galeses, incluyendo a Owain Glyndŵr, que llegaría a ser coronado rey de Gales como Owain IV de Gales, tenían ascendencia normanda. La mayor parte de los caballeros que invadieron Irlanda lo hicieron desde sus bases de Gales.

## Irlanda

Irlanda en 1450.

Los barones anglonormandos también se asentaron en Irlanda a partir del siglo XII. Inicialmente lo hicieron para apoyar a reyes regionales irlandeses como Diarmuid MacMorrough (cuyo nombre en moderno inglés es Dermot MacMurrough).
Richard de Clare, segundo conde de Pembroke y conocido como Strongbow (arco fuerte) fue el líder de los caballeros anglonormandos que MacMurrough solicitó a Enrique II de Inglaterra para ayudarle a restablecerse a sí mismo en el poder como rey de Leinster. Strongbow murió poco tiempo después de la invasión de Irlanda, pero los hombres que le acompañaban permanecieron en la isla para apoyar a Enrique II de Inglaterra y a su hijo John como señor de Irlanda.
Entre estos hombre se encontraba uno de sus jefes, llamado Theobald Walter Butler, nombrado en 1177 por Enrique II Chief Butler de Irlanda, lo que le convirtió en el fundador de una de las más antiguas distinciones nobiliarias británicas. La mayor parte de estos hombres procedían de Gales, y no de Inglaterra, motivo por el cual se les conoce como cambro-normandos, término acuñado por modernos medievalistas como Seán Duffy.
Paulatinamente fueron integrándose dentro de la nobleza local celta a través de enlaces matrimoniales, llegando a ser Más irlandeses que los mismos irlandeses, especialmente fuera de La Empalizada alrededor de Dublín. Se les conoció como los Ingleses viejos, pero este término se empezó a usar a partir de 1580, siglos más tarde de la llegada de los primeros normandos a la isla.

## La lengua
El anglonormando es una variedad de lengua d'oïl cercanamente emparentada con el francés que los invasores normandos llevaron a Inglaterra. Sería la lengua materna de todos los reyes de Inglaterra y de la alta nobleza, pero no del pueblo. Poco a poco, a pesar de su rica literatura, fue cediendo espacio al inglés, que acabaría siendo la única lengua. De esta variedad románica deriva ese aspecto afrancesado del inglés, en el que hay muchos términos de origen germánico que han sido reemplazados por los equivalentes franceses, que siempre se han tenido por más refinados.